# Somssich László
Saárdi gróf Somssich László József János Imre Antal Mária Hubert (Graz, 1874. május 8. – Jenneret par Ouffet, Durbuy, Luxembourg tartomány, Belgium) 1956. május 5.) mezőgazdász, az Országos Magyar Gazdasági Egyesület elnöke, az Osztrák–Magyar Bank, majd a Magyar Nemzeti Bank főtanácsosa.

## Élete
Somssich Imre gróf (1843–1914) és Széchényi Mária grófnő (1848–1927) öt, felnőttkort megért gyermeke közül másodikként és első fiúként született; legidősebb öccse, Somssich Gyula maga is gazdasági-politikai pályára lépett. Középiskolai tanulmányai befejeztével a Pozsonyi Királyi Jogakadémia, majd a Magyaróvári Királyi Gazdasági Akadémia növendéke volt.
Felsőbb tanulmányai után bejárta szinte egész Európát, majd hazatérve birtokain gazdálkodott. A maga idején Magyarország egyik legnevesebb mezőgazdásza volt, és jelentős részt vállalt az ország mezőgazdasági életében.
Az első világháború alatt a Haditermény Rt. elnökeként tevékenykedett, majd 1917-től a bukásig az Osztrák–Magyar Bank főtanácsosa volt. 1914-től örökös jogon tagja volt a főrendiháznak is. 1920-ban trianoni békeszerződést megelőző tárgyalások során mezőgazdasági főmegbízottként vette ki a részét a magyar küldöttség munkájából.
Az 1927-es genfi világkonferencia volt az a nemzetközi gazdasági értekezlet, ahol először képviselte Magyarországot, később többször is vállalt effajta képviseletet. (1927–1936 között a Népszövetség évi Nemzetközi Gazdasági Konferenciájának volt magyar kormányküldöttje, és a genfi Nemzetközi Mezőgazdasági Bizottság alelnöke).
1918-ban lett az Országos Magyar Gazdasági Egyesület elnöke, e minőségében nagy lendületet adott a magyar mezőgazdaság fejlesztésének. E tisztséget egészen 1944-ig viselte. A főrendiházban a költségvetési és gazdasági javaslatok vitái során többször is felszólalt a mezőgazdaság védelmében, melyeket mindig nagy figyelem kísért. Érdemei elismeréséül Horthy Miklós kormányzó 1930-ban az első osztályú magyar érdemkereszttel tüntette ki.
1924-től 1938-ig a Magyar Nemzeti Bank főtanácsosa, majd 1944-ig alelnöke. Említett ténykedésein kívül tagja volt az Országos Gazdasági Szakoktatási Tanácsnak és a Katolikus Vallási Alapokra Felügyelő Bizottságnak, valamint igazgatósági tagja volt a Magyar Mezőgazdák Szövetkezetének és a Gazdák Biztosító Szövetkezetének is.
A második világháború után Belgiumba emigrált, ahol 1956-ban elhunyt.

## Családja
1919-ben, Somogyváron vette feleségül sárvár-felsővidéki gróf Széchényi Máriát (1886–1976), aki három gyermeket szült neki:
- Pongrác Géza László Imre Mária Gobert (1920–?) agrármérnök, huszárzászlós; neje: Waldbott-Bassenheim Izabella bárónő (1926–?)
- Katalin Mária Gobertina (1923–?); férje: Pongrácz János báró (1919–1977)
- Judit Mária Gobertina (1926–?); férje: Theo de Coster (1921–?)